# سیروس گرجستانی
علی‌اکبر محمودزاده گرجستانی (۲۳ اسفند ۱۳۲۳ – ۱۲ تیر ۱۳۹۹) که با نام سیروس گرجستانی شناخته می‌شود، یکی از بازیگران سرشناس طنز بود. او دارای مدرک درجه دو هنری از وزارت فرهنگ و هنر بود.
گرجستانی فعالیت در تئاتر را در سال ۱۳۴۹ر تلویزیون را در سال ۱۳۵۶ آغاز کرد و پس از آن به استخدام وزارت فرهنگ و هنر (ارشاد کنونی) درآمد. پس از انقلاب، او فعالیت سینمایی را با بازی در فیلم فریاد مجاهد در سال ۱۳۵۸ آغاز کرد. وی همچنین در عرصهٔ ورزش نیز فعال بوده و به مدت ۴ سال بازیکن باشگاه فوتبال شاهین تهران بوده است.

## آغاز زندگی
سیروس گرجستانی با نام اصلی علی‌اکبر محمودزاده گرجستانی ۲۳ اسفند ۱۳۲۳ (بر اساس سنگ قبر) در رشت به دنیا آمد. او اصالتی اهل باکو داشت و گفته می‌شود که پدر او از باکو به ایران مهاجرت کرده بود. هشت ساله بود که پدر و مادرش به تهران محله ناصرخسرو کوچه مروی کوچ کردند.
سیروس گرجستانی زمانی که دانش آموز مقطع هفتم بود و حدوداً ۱۴ سال داشت؛ پدر و مادرش از هم جدا شدند و سیروس پیش مادر و ناپدری‌اش بزرگ شد. پدرش پیرمردی دستفروش و دوره‌گرد بود که خرجش را می‌داد.

## پیشینه در فوتبال
او در نوجوانی از بازی‌کردن فوتبال در کوچه‌ها و زمین‌های خاکی محله به سمت فوتبال حرفه‌ای کشیده شد. با تشویق اطرافیانش به باشگاه شاهین رفت و در تیم نوجوانان آن عضو شد. پس از بازی در رده‌های پایین باشگاه، به دستهٔ نخست رسید و چهار سال در سطح نخست فوتبال آن زمان در کنار بازیکنانی مانند همایون بهزادی و ناصر ابراهیمی بازی کرد.
سیروس گرجستانی بیشتر وقت‌ها به جای نشستن سر کلاس درس در ورزشگاه امجدیه فوتبال بازی می‌کرد. او در نهایت، در ۲۴ سالگی دیپلم گرفت. اما فوتبال، همه وقت و زمان او را می‌گرفت و به همین دلیل از ورزش دل برید و در کارخانه آزمایش به عنوان انباردار مشغول شد. پس از گرفتن نخستین دستمزد، به قصد احترام و تقدیم آن به پدرش، به دیدار او رفت. اما پدرش را نیافت و با وجود تلاش‌های زیادی که انجام داد، هرگز پدرش را پیدا نکرد.

## پیشه بازیگری
سیروس گرجستانی در ۱۳۴۸ خورشیدی با هادی اسلامی در کارخانه آزمایش همکار بود. این ارتباط و دوستی یکسال بعد باعث نخستین تجربه بازیگری گرجستانی در تئاتر بود. سیروس گرجستانی تئاتر را از نمایش سنگلج آغاز کرد تا اینکه در ۱۳۵۱ خورشیدی وارد اداره تئاتر شد و تئاتر سنگ و سرنا را بازی کرد. وی در سال ۱۳۴۵ هم در دو فیلم سینمایی با نام‌های بیست سال انتظار و مأمور دو جانبه بازی کرده بود. او که کار انبارداری را رها کرده و به استخدام وزارت فرهنگ و هنر درآمده بود در نهایت در ۱۳۵۶ خورشیدی با سریال تلاش ساخته شعاع‌الدین مصطفی‌زاده دوباره جلوی دوربین رفت.
سیروس گرجستانی پس از انقلاب و در ۱۳۵۸ خورشیدی با فیلم فریاد مجاهد پس از وقفه‌ای کوتاه به عرصه بازیگری بازگشت. گرجستانی در همان سال در فیلم چوپانان کویر به کارگردانی حسین محجوب نیز ایفای نقش کرد. در ۲ سال پایانی دهه ۱۳۵۰خورشیدی او در چند فیلم سینمایی دیگر همچون گفت هرسه نفرشان (۱۳۵۹) و آقای هیروگلیف (۱۳۵۹) ساخته غلامعلی عرفان نیز بازی کرد. در سال ۱۳۶۲ در فیلم دادشاه به کارگردانی حبیب کاووش و تله‌تئاتر هنگامه شیرین وصل به کارگردانی هادی مرزبان و نمایش مخمصه به کارگردانی فرهاد مجدآبادی بازی کرد.
سیروس گرجستانی بین سال‌های ۱۳۵۷ تا ۱۳۹۹ دست کم در ۶۸ اثر تلویزیونی بازی کرد که به یاد ماندنی‌ترین آنها شاید نقش‌آفرینی او در سریال شهریار باشد؛ نقشی که خودش می‌گوید علت خوب شدنش این بود که سر و شکل و هیبت استاد شهریار در سال‌های پیری، او را به یاد پدر پیرش می‌انداخت و به قول خودش «شهریار گرچه نقش سختی بود اما برای من آسان‌ترین نقش شهریار بود؛ برای اینکه شهریار تمام ویژگی‌های پدر خدابیامرزم - هیکلش، قیافه‌اش، حرف‌زدنش - را داشت. من در واقع پدرم را بازی کردم».
گرجستانی در فاصلهٔ سال‌های ۴۹ تا ۷۸ با حدود بیست و چند نمایش روی صحنه رفت و نامش در فهرست بازیگران دست کم ۴۷ فیلم سینمایی هم دیده می‌شود. گرچه خودش دوست داشت به عنوان هنرپیشه سینما شناخته شود اما با وجود تعدد کارهای سینمایی‌اش بیشتر به عنوان هنرپیشه تلویزیون شناخته می‌شود که از این بابت متأسف بود. او در بسیاری از سریال‌های پرمخاطب تلویزیون مانند سریال امام‌علی، کیف انگلیسی، کلاه پهلوی، صاحبدلان، متهم گریخت، پشت کنکوری‌ها و کاکتوس» بازی کرده بود. اما به عقیدهٔ خودش با بازی در «پروژهٔ اصغر فرهادی» - سریالی به نام یادداشت‌های کودکی که فرهادی نویسنده‌اش بود - دوران شکوفایی حرفه‌ای او آغاز شد.
اصغر فرهادی، گرجستانی را در تئاتر «معرکه در معرکه» اثر داوود میرباقری، دیده بود؛ نمایشی که هم برای گرجستانی موفقیتی حرفه‌ای بود و هم باعث دوستی او با میرباقری شد؛ رفاقتی که منجر به همکاری آنها در دو نمایش دیگر و همچنین سریال‌های امام علی، شاهگوش و دندون طلا، و فیلم‌های سینمایی مسافر ری، ساحره، و آدم‌برفی شد.
در کارنامه سیروس گرجستانی یک فیلم کمدی توقیفی به نام «منشی مخصوص من» نیز دیده می‌شود.
آخرین فعالیت هنری گرجستانی، بازی در سریال شرم به کارگردانی احمد کاوری بود که با فوت ناگهانی او ناتمام ماند و سیاوش طهمورث جایگزین وی شد.

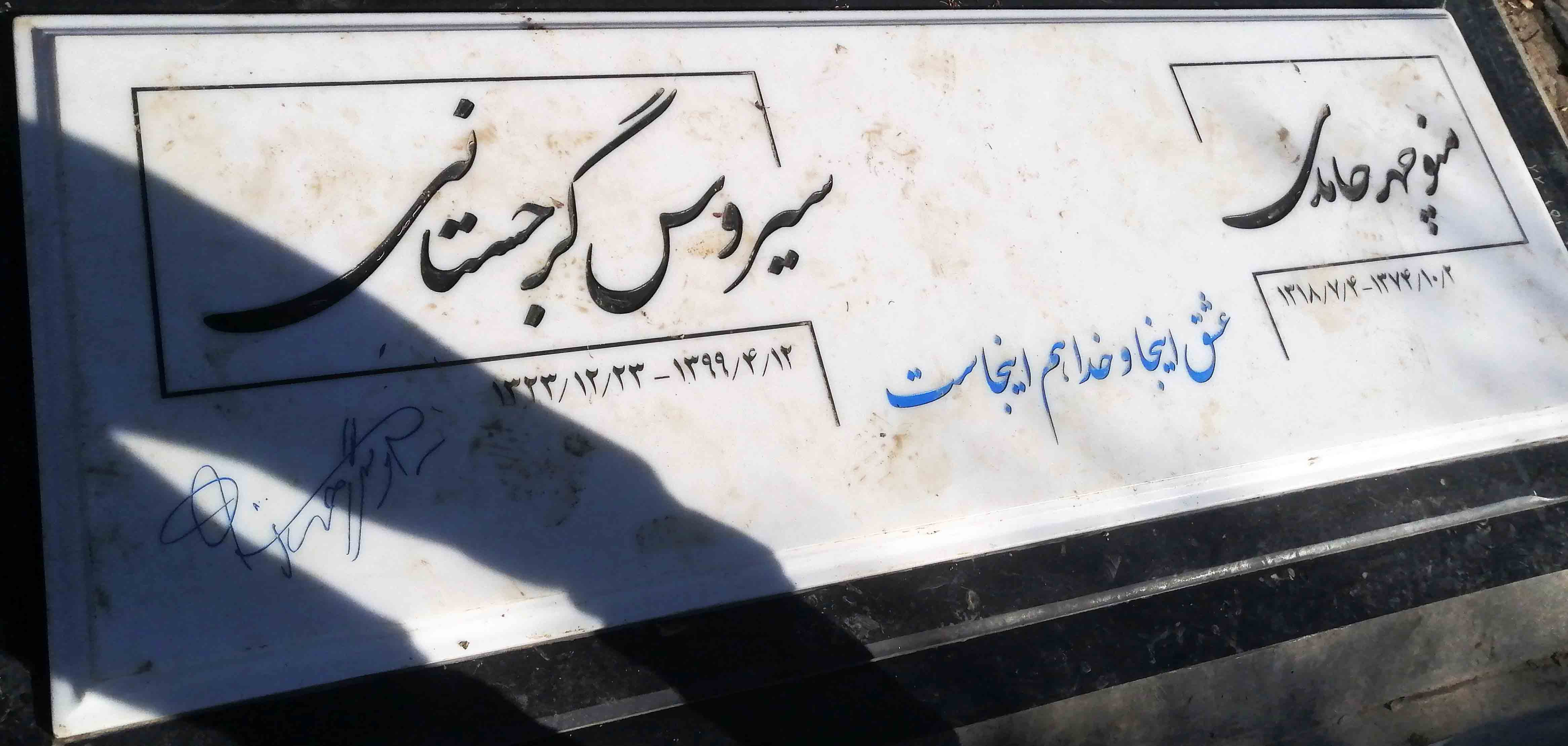

## درگذشت

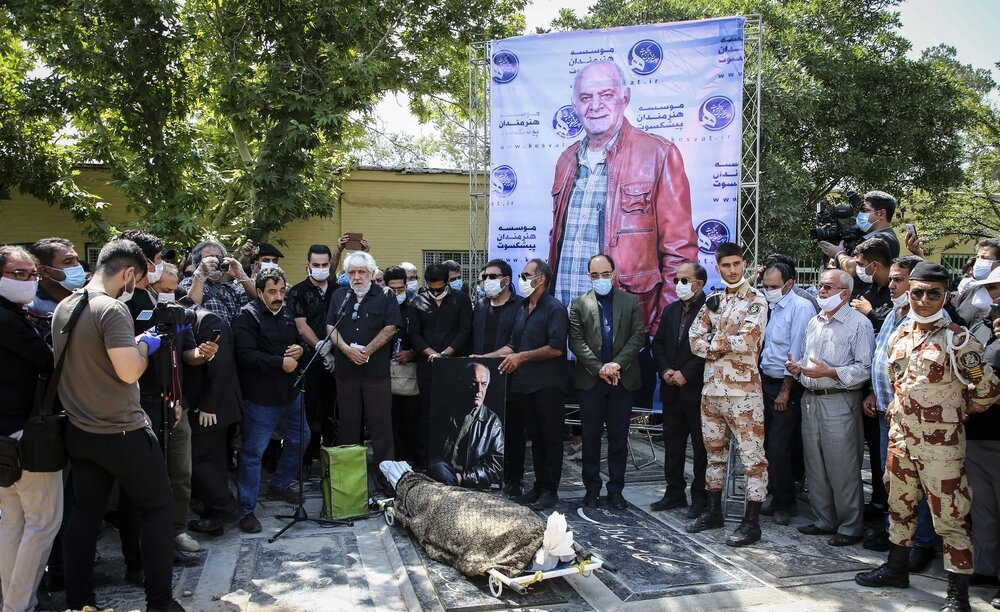
مراسم خاکسپاری سیروس گرجستانی

سیروس گرجستانی پنجشنبه ۱۲ تیر ۱۳۹۹ به‌علت سکته قلبی در بیمارستان لواسانی تهران درگذشت. پیکر او در ۱۴ تیر ۱۳۹۹ در قطعه هنرمندان بهشت زهرا در کنار منوچهر حامدی به خاک سپرده شد.

## فیلم‌شناسی

### سینما
- سگ بند (۱۳۹۸) مهران احمدی
- تپلی و من (۱۳۹۷) حسین قناعت[۱۳]
- ما همه با هم هستیم (۱۳۹۷) کمال تبریزی
- قانون مورفی (۱۳۹۷–۱۳۹۶) رامبد جوان
- نهنگ عنبر ۲: سلکشن رؤیا (۱۳۹۵) سامان مقدم
- پا تو کفش من نکن (۱۳۹۵) حسین فرحبخش
- ناردون (۱۳۹۴) فریدون حسن‌پور
- آدم باش (۱۳۹۳) مجید جوانمرد
- شانس، عشق، تصادف (۱۳۹۳) آرش معیریان
- دریاکنار (۱۳۹۳) آرش معیریان
- مجرد ۴۰ ساله (۱۳۹۳) شاهین باباپور
- منشی مخصوص من (۱۳۹۳–۱۳۹۲) صالح دلدم (توقیف- به نمایش در نیامد)
- فیتیله و ماه‌پیشونی (۱۳۹۰) آرش معیریان
- سه درجه تب (۱۳۸۹) حمیدرضا صلاحمند
- شبکه (۱۳۸۹) ایرج قادری
- ارث شیرین (۱۳۸۹) شهاب عباسی
- شرط اول (۱۳۸۸) مسعود اطیابی
- نطفه شوم (۱۳۸۷) کریم آتشی
- تلافی (۱۳۸۶) سعید اسدی
- هدف اصلی (۱۳۸۵) قدرت‌الله صلح‌میرزایی
- راه طی شده (۱۳۸۴) عباس رافعی
- آکواریوم (۱۳۸۳) ایرج قادری
- بله برون (۱۳۸۲) داوود موثقی
- شکلات (۱۳۸۲) افشین شرکت
- سیزده گربه روی شیروانی (۱۳۸۲) علی عبدالعلی‌زاده
- آدمک‌ها (۱۳۸۰) علی قوی‌تن
- مسافر ری (۱۳۷۹) داوود میرباقری
- یکی بود یکی نبود (۱۳۷۹) ایرج طهماسب
- ساحره (۱۳۷۶) داوود میرباقری
- طوفان شن (۱۳۷۵) جواد شمقدری
- آدم‌برفی (۱۳۷۳) داوود میرباقری
- آپارتمان شماره ۱۳ (۱۳۶۹) یدالله صمدی
- شکار خاموش (۱۳۶۸) کیومرث پوراحمد
- دوران سربی (۱۳۶۷) خسرو معصومی
- زرد قناری (۱۳۶۷) رخشان بنی‌اعتماد
- با من از فردا بگو (۱۳۶۶) فریدون کوچکیان
- خانه ابری (۱۳۶۵) اکبر خواجویی
- تنوره دیو (۱۳۶۴) کیانوش عیاری
- تیغ و ابریشم (۱۳۶۴) مسعود کیمیایی
- راه دوم (۱۳۶۳) حمید رخشانی
- دادشاه (۱۳۶۲) حبیب کاووش
- گفت هرسه نفرشان (۱۳۵۹) غلامعلی عرفان
- آقای هیروگلیف (۱۳۵۹) غلامعلی عرفان
- چوپانان کویر (۱۳۵۸) حسین محجوب
- فریاد مجاهد (۱۳۵۸) مهدی معدنیان
- بیست سال انتظار (۱۳۴۵) مهدی رئیس‌فیروز
- مأمور دوجانبه (۱۳۴۵) مهدی میرصمدزاده

### تلویزیون
| سال       | نام                                | کارگردان                              | توضیحات                                                   |
| --------- | ---------------------------------- | ------------------------------------- | --------------------------------------------------------- |
| ۱۳۹۹      | شرم                                | احمد کاوری                            | در نقش عزیز آقا شبکه ۳ (نصف کاره و ناتمام)                |
| ۱۳۹۹      | شاهرگ                              | سید جلال دهقانی اشکذری                | در نقش پدر محمدعلی شبکه ۲                                 |
| ۱۳۹۸      | دنگ و فنگ روزگار                   | جواد مزدآبادی                         | در نقش «ولی اتفاقی» شبکه ۱                                |
| ۱۳۹۸      | شرایط خاص                          | وحید امیرخانی                         | در نقش «اوس محمد مهرمنش» شبکه ۳                           |
| ۱۳۹۷      | کوبار                              | فریدون حسن‌پور                         | شبکه ۲                                                    |
| ۱۳۹۶      | آنام                               | جواد افشار                            | شبکه ۳                                                    |
| ۱۳۹۶      | محکومین                            | حسین قناعت                            | در نقش «آقای رضایی» شبکه ۱                                |
| ۱۳۹۶      | نوار زرد                           | پوریا آذربایجانی                      | شبکه ۲                                                    |
| ۱۳۹۵      | همسایه‌ها                           | مهران غفوریان                         | شبکه نسیم                                                 |
| ۱۳۹۳      | جاده چالوس                         | احمد معظمی                            | پائیز ۱۳۹۳ - شبکه تهران                                   |
| ۱۳۹۲      | تله فیلم «تولدی دیگر در شصت سالگی» | مهدی گلستانه                          |                                                           |
| ۱۳۹۲–۱۳۹۱ | هفت‌سین                             | یدالله صمدی                           | پخش در نوروز ۱۳۹۲ از شبکه تهران                           |
| ۱۳۹۱      | تله فیلم خلافکاران                 | ضیاء مجابی                            | شبکه خانگی                                                |
| ۱۳۹۱      | تله فیلم ماشین مش ممدلی            | حمیدرضا شرفی                          | شبکه ۱                                                    |
| ۱۳۹۰      | دختری به نام آهو                   | قدرت‌الله صلح‌میرزایی                   | پخش در بهار ۱۳۹۱ از شبکه تهران                            |
| ۱۳۹۰–۱۳۸۹ | سه دونگ، سه دونگ                   | شاهد احمدلو                           | پخش در رمضان ۱۳۹۰ از شبکه تهران                           |
| ۱۳۸۹–۱۳۸۳ | کلاه پهلوی                         | سید ضیاءالدین دری                     | در نقش «یاور نیکوکار» شبکه ۱                              |
| ۱۳۸۹      | تله‌فیلم «فراموشی»                  | عباس رزیجی                            | شبکه ۳ و شبکه خانگی                                       |
| ۱۳۸۹      | خوش‌نشین‌ها                          | سعید آقاخانی                          | در نقش «اردشیر شمشیری» پائیز ۱۳۸۹ از شبکه ۳ پخش شد.       |
| ۱۳۸۹–۱۳۸۸ | زن‌بابا                             | سعید آقاخانی                          | نوروز ۱۳۸۹ از شبکه ۳ پخش شد.                              |
| ۱۳۸۸      | گاوصندوق                           | مازیار میری                           | شبکه ۳                                                    |
| ۱۳۸۸      | تله‌فیلم «ول کن دستمو»              | مجتبی چراغعلی                         | در نقش «صابر تجلی» شبکه ۳ و شبکه خانگی                    |
| ۱۳۸۷      | تله فیلم «ماه از روی سکو»          | آرش معیریان                           | شبکه ۲                                                    |
| ۱۳۸۷      | تله‌فیلم «عید به خانه می‌آید»        | حسین لفافیان                          | نوروز ۱۳۸۸ از شبکه ۳ پخش شد.                              |
| ۱۳۸۷      | شب می‌گذرد                          | راما قویدل                            | شبکه تهران                                                |
| ۱۳۸۷      | مأمور بدرقه                        | سعید سلطانی                           | در رمضان ۱۳۸۷ از شبکه تهران پخش شد.                       |
| ۱۳۸۵      | روزگار خوش حبیب‌آقا                 | مهدی مظلومی                           | در نوروز ۱۳۸۶ از شبکه ۱ پخش شد.                           |
| ۱۳۸۵–۱۳۸۴ | شهریار                             | کمال تبریزی                           | آغاز پخش از سال ۱۳۸۶ در شبکه ۲                            |
| ۱۳۸۵      | صاحبدلان                           | محمدحسین لطیفی                        | رمضان ۱۳۸۵ از شبکه ۱ پخش شد.                              |
| ۱۳۸۴      | متهم گریخت                         | رضا عطاران                            | در نقش «هاشم بابازاده» ماه رمضان ۱۳۸۴ از شبکه ۳ پخش شد.   |
| ۱۳۸۴–۱۳۸۳ | رقص پرواز                          | احمد مرادپور                          | شبکه ۲                                                    |
| ۱۳۸۴–۱۳۸۳ | تله فیلم «من+دشمن»                 | محمد نیاکانی                          | شبکه ۱                                                    |
| ۱۳۸۳      | باجناغ‌ها                           | فرهاد آئیش                            | شبکه تهران                                                |
| ۱۳۸۲      | تله‌فیلم «صبح روز چهارم»            | داریوش منتظری                         |                                                           |
| ۱۳۸۲      | رانت‌خوار کوچک                      | حسین سهیلی‌زاده                        | در نقش «اُشترخانی» ماه رمضان ۱۳۸۲ از شبکه تهران پخش شد.    |
| ۱۳۸۲–۱۳۸۱ | در کنار هم                         | فتحعلی اویسی                          | شبکه ۱                                                    |
| ۱۳۸۱      | پشت کنکوری‌ها                       | پریسا بخت‌آور                          | ماه رمضان ۱۳۸۱ از شبکه تهران پخش شد.                      |
| ۱۳۸۱–۱۳۸۰ | آواز مه                            | حسینعلی لیالستانی                     | شبکه ۱                                                    |
| ۱۳۸۰      | یادداشت‌های کودکی                   | پریسا بخت‌آور                          | ماه رمضان ۱۳۸۰ از شبکه تهران پخش شد.                      |
| ۱۳۸۰–۱۳۷۴ | شیخ مفید                           | فریبرز صالح، سیروس مقدم               | شبکه ۱                                                    |
| ۱۳۷۹      | روزهای مه‌آلود                      | فیاض موسوی                            | در برنامه سیمای خانواده شبکه ۱ پخش می‌شد.                  |
| ۱۳۷۹–۱۳۷۵ | ولایت عشق                          | مهدی فخیم‌زاده                         | شبکه ۱                                                    |
| ۱۳۷۸      | کیف انگلیسی                        | سید ضیاءالدین دری                     | شبکه ۱ / در نقش بهادرخان                                  |
| ۱۳۷۸–۱۳۷۷ | هتل                                | مرضیه برومند                          | هنرپیشه مهمان، شبکه تهران/اپیزود شب فوتبال                |
| ۱۳۷۸–۱۳۷۷ | زیر بازارچه                        | رضا ژیان                              | در تعطیلات نوروز از شبکه ۲ پخش می‌شد.                      |
| ۱۳۷۷      | کاکتوس - سری نخست                  | محمدرضا هنرمند                        | شبکه ۱                                                    |
| ۱۳۷۶–۱۳۷۵ | تهران ۱۱–۵۹۵ ج ۴۸                  | مرضیه برومند                          | شبکه تهران / بازی در اپیزود سیگار ممنوع، تصادف و همسایه‌ها |
| ۱۳۷۵      | برادران خورشید                     | جواد شمقدری                           | در سینماها با عنوان طوفان شن به نمایش درآمد.              |
| ۱۳۷۴      | شلیک نهایی                         | محسن شاه‌محمدی                         | شبکه ۱                                                    |
| ۱۳۷۳      | همسران                             | بیژن بیرنگ، مسعود رسام                | هنرپیشه مهمان، شبکه ۲                                     |
| ۱۳۷۳–۱۳۷۲ | اشتباه در اشتباه                   | جواد انصافی                           | شبکه تهران                                                |
| ۱۳۷۲      | سنگ و شیشه                         | جمشید حیدری                           | شبکه ۲                                                    |
| ۱۳۷۱–۱۳۷۰ | تله‌تئاتر «واریتهٔ آمریکایی»         | محمد رحمانیان                         | کارگردان تلویزیونی: «مسعود فروتن»                         |
| ۱۳۷۵–۱۳۷۰ | امام علی                           | داوود میرباقری                        | در نقش «ابا قطام» (پدر قطام بنت شجنه)                     |
| ۱۳۷۰      | هزار برگ و هزار رنگ                | حسین فردرو، حسین محب‌اهری              | قطعات نمایشی در برنامه کودک                               |
| ۱۳۶۹      | هشت بهشت                           | اکبر خواجویی                          |                                                           |
| ۱۳۶۹      | آلبوم خانوادگی                     | محمد رحمانیان                         | کارگردانان تلویزیونی: «شیرین جاهد» و «اسدالله ایمن»       |
| ۱۳۶۸      | آخرین روز تابستان                  | شیرین جاهد، حسین سحرخیز               | در برنامه کودک پخش می‌شد.                                  |
| ۱۳۶۷–۱۳۶۶ | با سلسله حکمت                      | اکبر خواجویی، سیروس مقدم، مرتضی جعفری | شبکه ۱                                                    |
| ۱۳۶۷      | تهران ۵۳                           | هوشنگ توکلی                           | شبکه ۱                                                    |
| ۱۳۶۶      | درخت دوستی                         | علی شوقیان، سعید خاکسار               |                                                           |
| ۱۳۶۶      | مسابقه هفت خوان                    | علیرضا خمسه، سوسن حریری               | در برنامه کودک و نوجوان شبکه ۱ پخش می‌شد.                  |
| ۱۳۶۶      | تله‌تئاتر «اقدام به قتل»            | ابوالحسن داوودی                       |                                                           |
| ۱۳۶۶–۱۳۶۳ | کوچک جنگلی                         | بهروز افخمی                           |                                                           |
| ۱۳۶۵      | تله فیلم آخرین گام                 | حسین فردرو                            | شبکه ۱                                                    |
| ۱۳۶۵      | مدرس                               | هوشنگ توکلی                           | کارگردان تلویزیونی: «مسعود فروتن»                         |
| ۱۳۶۲      | مخمصه                              | فرهاد مجدآبادی                        | نوروز ۱۳۶۳ از شبکه ۱ پخش شد.                              |
| ۱۳۶۲      | تله تئاتر هنگامه شیرین وصل         | هادی مرزبان                           | کارگردان تلویزیونی:مهوش جزایری                            |
| ۱۳۵۷–۱۳۵۶ | تلاش                               | شعاع‌الدین مصطفی‌زاده                   |                                                           |

### شبکه خانگی
| سال  | نام       | کارگردان       | توضیحات           |
| ---- | --------- | -------------- | ----------------- |
| ۱۳۹۴ | دندون طلا | داوود میرباقری | پخش در شبکه خانگی |
| ۱۳۹۲ | شاهگوش    | داوود میرباقری | پخش در شبکه خانگی |

### تئاتر
- «آنتیگون» به کارگردانی جمشید ملک‌پور ۱۳۶۰
- «مخمصه» به کارگردانی فرهاد مجدآبادی ۱۳۶۲
- «دکتر کنوک» به کارگردانی ایرج راد ۱۳۶۴
- دکتر کنوک (اجرای دوباره) به کارگردانی ایرج راد ۱۳۶۸
- «معرکه در معرکه» به کارگردانی سیاوش طهمورث ۱۳۶۸
- «عشق آباد» به کارگردانی داوود میرباقری ۱۳۶۹
- عشق آباد (اجرای دوباره) به کارگردانی داوود میرباقری ۱۳۷۱
- «دندون طلا» به کارگردانی داوود میرباقری ۱۳۶۶
- دندون طلا (اجرای دوباره) به کارگردانی داوود میرباقری ۱۳۷۸
- «زیرگذر لوطی صالح» به کارگردانی هادی اسلامی
- «سنگ و سرنا» به کارگردانی نصرت پرتوی ۱۳۴۹
- «استر» به کارگردانی هادی اسلامی ۱۳۵۰
- «محراب» به کارگردانی هادی اسلامی ۱۳۵۳
- «آنتیگونه» به کارگردانی حمید ملک پور ۱۳۵۹
- «دارالحکومه» به کارگردانی هادی اسلامی ۱۳۵۸
- «بلبل سرگشته» به کارگردانی صدرالدین حجازی ۱۳۶۶
- «ماهان و کوشیار» به کارگردانی ایرج راد ۱۳۶۷
- «معرکه در معرکه» به کارگردانی داوود میرباقری ۱۳۷۰
- معرکه در معرکه (اجرای دوباره) به کارگردانی داوود میرباقری ۱۳۷۵
- «بکت» به کارگردانی مجید جعفری ۱۳۵۱
- «سایه‌ای به دنبال من» به کارگردانی جواد خدادادی ۱۳۵۷
- «آسید کاظم» به کارگردانی مجید مظفری ۱۳۵۹
- بلبل سرگشته (اجرای دوباره) به کارگردانی علی نصیریان